# Growing Pains
Growing Pains is een Amerikaanse comedyserie, die van 1985 tot 1992 in de Verenigde Staten door ABC werd uitgezonden.
Centraal in Growing Pains staat het dagelijks leven van de familie Seaver in Long Island, die bestaat uit Jason en Maggie Seaver en hun kinderen Mike, Carol, Ben en Chrissy.  In de serie is Jason werkzaam als psychiater. Zijn praktijk is aan huis, terwijl zijn vrouw Maggie als journalist buiten de deur werkt bij de 'Long Island Herald'.
Elke aflevering duurt 24 minuten. De eerste aflevering werd uitgezonden op 24 september 1985, de laatste op 25 april 1992. Er werden in totaal 166 afleveringen gemaakt.
Onder anderen Leonardo DiCaprio beleefde in deze serie zijn doorbraak. In Nederland werd Growing Pains vanaf 1985 door de AVRO uitgezonden.

## Rolverdeling
- Dr. Jason Seaver - Alan Thicke
- Maggie Malone Seaver - Joanna Kerns
- Mike Seaver - Kirk Cameron
- Carol Seaver - Tracey Gold
- Benjamin Seaver - Jeremy Miller
- Chrissy Seaver #2 (1990-1992) - Ashley Johnson
- Luke Brower (1991-1992) - Leonardo DiCaprio
- Chrissy Seaver #1 (1988-1990) - Kelsey Dohring en Kirsten Dohring
- Julie Costello (1989-1990) - Julie McCullough
- Kate MacDonald (1989-1992) - Chelsea Noble

## Afleveringen
Zie: Lijst van afleveringen van Growing Pains